# Нэмэгтозавриды
Нэмэгтозавриды (лат. Nemegtosauridae) — семейство динозавров-зауропод из клады Lithostrotia, живших во времена мелового периода (129,4—66,0 млн лет назад).

## История изучения
Группа впервые была назначена в 1995 году Полом Апчёрчем. Чёткое определение данной клады дал Sebastian Apesteguia в 2004 году. Он предположил, что немегтозавр, Quaesitosaurus, рапетозавр и Bonitasaura были тесно связаны между собой в группе титанозавров. Он определил нэмэгтозаврид как кладу, состоящую из всех титанозавров, более тесно связанных с немегтозавром, чем с сальтазавром. Джеффри Уилсон в 2005 году дал схожее определение данной кладе.
Однако в 2004 году Пол Апчёрч дал другое определение. Проведённый им кладистический анализ показал, что немегтозавр относится не к титанозаврам, а к надсемейству диплодокоид, и нэмэгтозавриды были определены как группа, состоящая из всех видов, связанных ближе с немегтозавром, чем с диплодоком. Он видел среди близких таксонов немегтозавру только Quaesitosaurus.
В 2011 году был описан новый вид Tapuiasaurus, синапоморфия которого указывала на его отношение к нэмэгтозавридам. Он являлся членом титанозавров, но происходил из нижнего мела.

## Описание
Большинство нэмэгтозаврид являются относительно небольшими зауроподами с плоской головой, известными из мелового периода Гондваны и Азии.

## Классификация
По данным сайта Fossilworks, на сентябрь 2017 года в семейство включают 3 вымерших рода:
- Nemegtosaurus Nowinski, 1971
  - Nemegtosaurus mongoliensis Nowinski, 1971
- Quaesitosaurus Kurzanov & Bannikov, 1983
  - Quaesitosaurus orientalis Kurzanov & Bannikov, 1983
- Tapuiasaurus Zaher et al., 2011
  - Tapuiasaurus macedoi Zaher et al., 2011

Относившиеся ранее к семейству роды Rapetosaurus и Bonitasaura перемещены в кладу Lithostrotia.